# Революция (албум)
„Революция“ e дебютният студиен албум на група Уикеда. Записите започват още през април/май 98-а година с първите 6 парчета в студио 5 на НДК и звукозаписно студио „Графити“ и завършват с последните 2 парчета през април 99-а в студио „Импресия“. Песента „А ние с Боби двамата пием кафе“ бързо придобива голяма популярност и групата заснема видеоклип, а на годишните награди на телевизия ММ печелят награда за „Най-добър дебют на 1998 г.“. През 2000 година Уикеда печелят още 2 награди от телевизия ММ – „Най-добра група за 1999 г.“ и „Най-добър рок-албум за 1999 г.“.
През 2018 г. песента „А ние с Боби двамата пием кафе“ участва в реклами на „Лидл“ и Nova Brasilia.

## Песни
Всички текстове, освен на кавърът Diana, са дело на Ерол Ибрахимов.
| 1.    | Спомени                        | 3:42 |
| 2.    | Пинокио                        | 5:54 |
| 3.    | А ние с Боби двамата пием кафе | 3:43 |
| 4.    | Мари-Анна                      | 3:34 |
| 5.    | Иван                           | 4:22 |
| 6.    | Ернесто Че Гевара              | 3:18 |
| 7.    | Сватбъ (Бонус)                 | 4:11 |
| 8.    | Diana (Бонус)                  | 2:19 |
| 31:03 |                                |      |

## Състав

### Уикеда
- Ерол Ибрахимов – бас китара, вокал
- Росен Григоров – китари
- Михаил Михайлов – барабани

### Гост музиканти[6]
- Петър Генчев – допълнителни китари (7 – 8)
- Михаил Йосифов – тромпет
- Велислав Стоянов – цугтромбон
- Владимир Кърпаров – саксофон